# Boling
Boling – jednostka osadnicza w Stanach Zjednoczonych, w stanie Teksas, w hrabstwie Wharton.